# Isla Recalada
Isla Recalada är en ö i Chile.   Den ligger i regionen Región de Magallanes y de la Antártica Chilena, i den södra delen av landet, 2 200 km söder om huvudstaden Santiago de Chile. Arean är 72 kvadratkilometer.
Terrängen på Isla Recalada är lite kuperad. Öns högsta punkt är 478 meter över havet. Den sträcker sig 11,6 kilometer i nord-sydlig riktning, och 15,2 kilometer i öst-västlig riktning.
I omgivningarna runt Isla Recalada växer i huvudsak blandskog.